# 阿达茨防空反坦克系统
阿达茨防空反坦克系统（简称）是一种基于M113A2装甲运兵车的近程防空和反坦克两用导弹系统，該系統由瑞士歐瑞康-康特拉韋斯防務（Oerlikon Contraves Defences ）所研发。阿达茨使用激光制导的超音速导弹，射程为10公里，带有装有电视制导和前视红外相机的光电传感器。车体上有一个搜索雷达，有效探测范围超过25公里。
加拿大是阿达茨的启始客户，1986年加拿大陸軍订购了36套安装在M113底盘上的阿達茨系统，並在魁北克的新工廠對其進行进一步的增產與改良。美国陆军也曾計畫购买能安装在M2布雷德利底盘上的阿达茨系統，不過最終因冷战结束而取消了该計劃。

## 历史

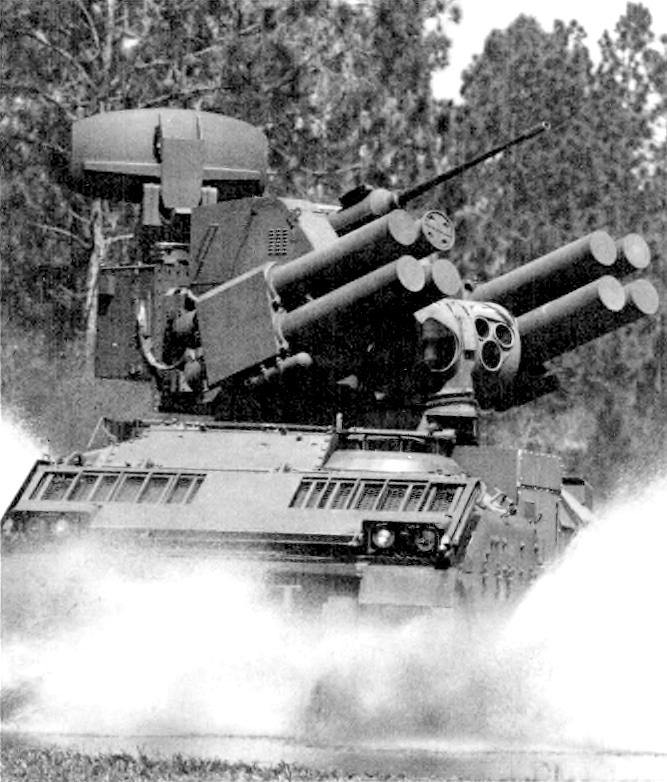
1987年，美军在对安装在M2布雷德利上的阿达茨进行性能评估。

阿达茨系統曾被試安裝於许多不同類型的底盘上，以因應客戶對於不同任务需求的可能性。除了加拿大的M113A2外，阿達茨也曾試裝於美军的M2布雷德利和瑞士的MOWAG Shark，英国的武士步兵战车也曾被列入考慮。
泰国购买的阿达茨系統配有防护板，可設置在定點或是军用卡车上。而厄利孔公司曾提出过沒有雷达、計畫與天卫（Skyguard）火控系统及GDF35mm高射炮集成的版本；以及把导弹发射器安装在机械臂上，使其在伸出树梢发射的同时不暴露车辆的反坦克专用版本。此外該公司亦曾提出过用于近距离防空和反导的海军版。

### 加拿大
1989年，基于M113A2装甲运兵车所開發的阿达茨防空反坦克系統正式服役於加拿大陸軍。作为加拿大對北约組織贡献的一部分，第一套系统被部署于西德，至1994年為止厄利孔公司已交付36套系统。该计划最初的預算为6.5亿美元，但最后总成本达到了11亿美元。在歐洲服役期間，阿达茨系統並未在波斯尼亚或阿富汗等戰區被部署过。
2002年6月，从德国返回的阿达茨系統被用于保卫在加拿大阿尔伯塔省卡那那斯基斯举行的八国集团峰会，這也是該批兩用系統回加拿大後唯一的一次出勤紀錄。2011年3月31日，阿达茨系統正式退役，加軍改為購置德事隆的裝甲巡邏車。
加拿大政府在採購阿达茨系統時爆發了哄抬工廠地價的醜聞。預定賣給厄利孔公司做為系统组装工廠的地產，在兩周內發生了數次交易，使該地價格上涨了近兩倍之多。此一弊案直接导致参与交易案的加拿大交通部长安德烈·比桑尼特辞职下台并面臨刑事指控。

### 美国
阿达茨系統在美军举行为前沿區域防空的竞争中脱颖而出，并被命名为MIM-146导弹。尽管在恶劣天气条件下性能不佳，美国陆军仍计划购买387套该系统。在接獲訂單後，厄利孔公司投入了10亿瑞士法郎進行系統的研發。然而冷战结束後，美軍最終取消了該筆訂單，已生產的小部分原型車被轉售予加拿大。

### 泰国
泰国皇家空军曾自加拿大厄利孔购买过一套固定的阿达茨系統，將其与天卫火控系统连接。

### 希腊
20世纪90年代末，加拿大曾向急需近距离防空火力的希腊军方售卖过多余的阿达茨系統。希腊曾考虑过该提议，但最终购买了俄罗斯的道尔导弹系统。

### 现代化计划

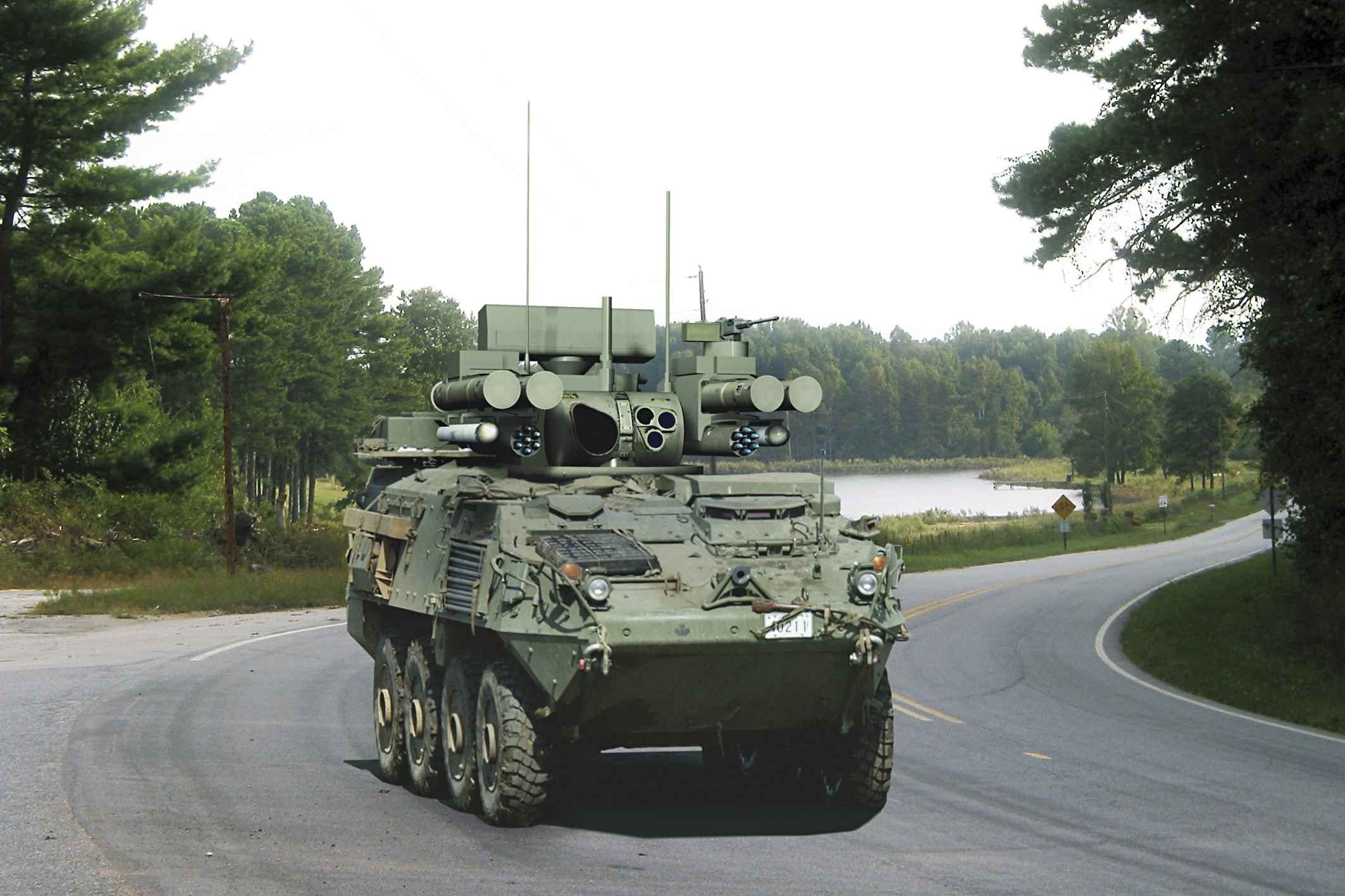
加军在2005至2006年进行的MMEV测试

2005年9月，加拿大宣布了一项现代化计划，将阿达茨及其指挥、控制和通信系统转变为多任务效果车（MMEV, Multi-Mission Effects Vehicle）。MMEV将保留或增强阿达茨的防空和反装甲能力，为地面部队提供间接火力支援，并将安装在LAV-3装甲车上。
該款实验车配备了三维雷达，裝載低成本精確導引彈藥(LCPK-The Low Cost Precision Kill)、射程超過8公里的2.75英寸（70 mm）火箭莢艙(該計畫取消後發展成先進精確殺傷武器系統)，一架引导超視距導彈用的UAV，以及附有使用Link 11/16战术链路的先进战斗管理指挥控制通信计算机（BMC41）来提供情报、监视、目标捕获和侦察（ISTAR）。2006年7月，加拿大陆军人员建议取消MMEV项目。同年11月，該現代化计划被正式取消。

## 导弹
- 长度：2.05米
- 直径：152毫米
- 翼展：380毫米

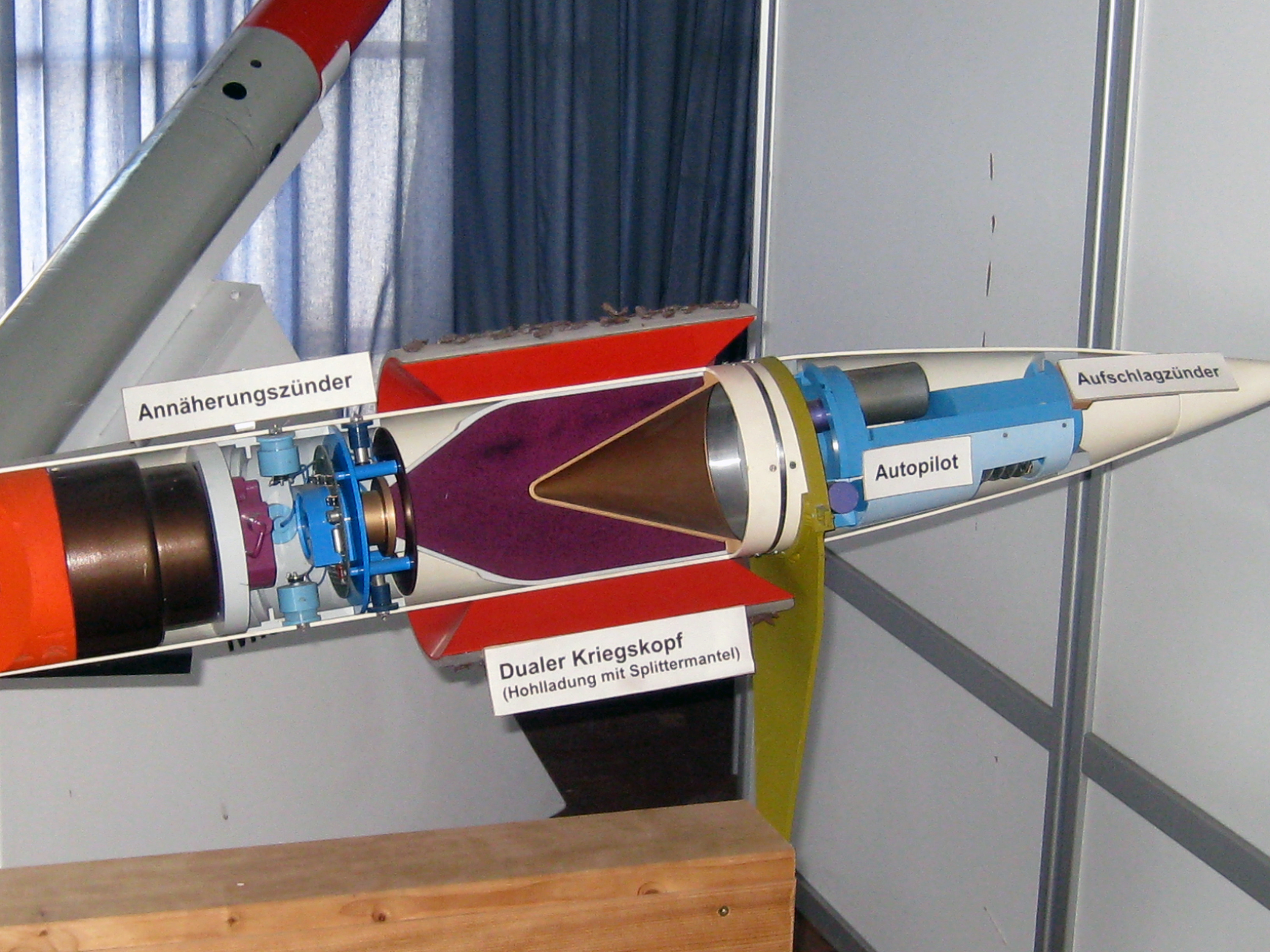
阿达茨导弹头部的剖面图

- 弹头：12.5公斤的高爆破片或聚能装药弹头，使用触发引信或近炸引信
- 导弹重量：51.4公斤
- 最大有效射高：7,000米
- 最小有效射程：1,000米（地面目标500米）
- 最大有效射程：10,000米（地面目标8,000米）
- 最大速度：高于3.0马赫
- 穿深：900毫米轧压均质装甲
- 推进方式：固体火箭发动机
- 导引方式：數位化二氧化碳激光乘波導引
- 機動能力：60g[13]